# Daniel Torpadius
Daniel Zachariæ Torpadius, död 30 november 1700 i Vireda församling, Jönköpings län, var en svensk präst i Vireda församling.

## Biografi
Daniel Torpadius var son till kyrkoherden Zacharias Jonæ Torpadius i Torpa församling. Han blev 1664 student vid Uppsala universitet och prästvigdes 1669. Torpadius blev sistnämnda år komminister i Eksjö landsförsamling och 1689 kyrkoherde i Vireda församling. Han var respondent vid prästmötet 1694 och avled 30 november 1700 i Vireda församling.

### Familj
Torpadius gifte sig med Ingeborg Reftelius. Hon var dotter till kyrkoherden i Norra Vi församling. De fick tillsammans barnen Samuel Torpadius och kyrkoherden Zacharias Torpadius i Rogslösa församling.